# Pfarrkirche Julbach

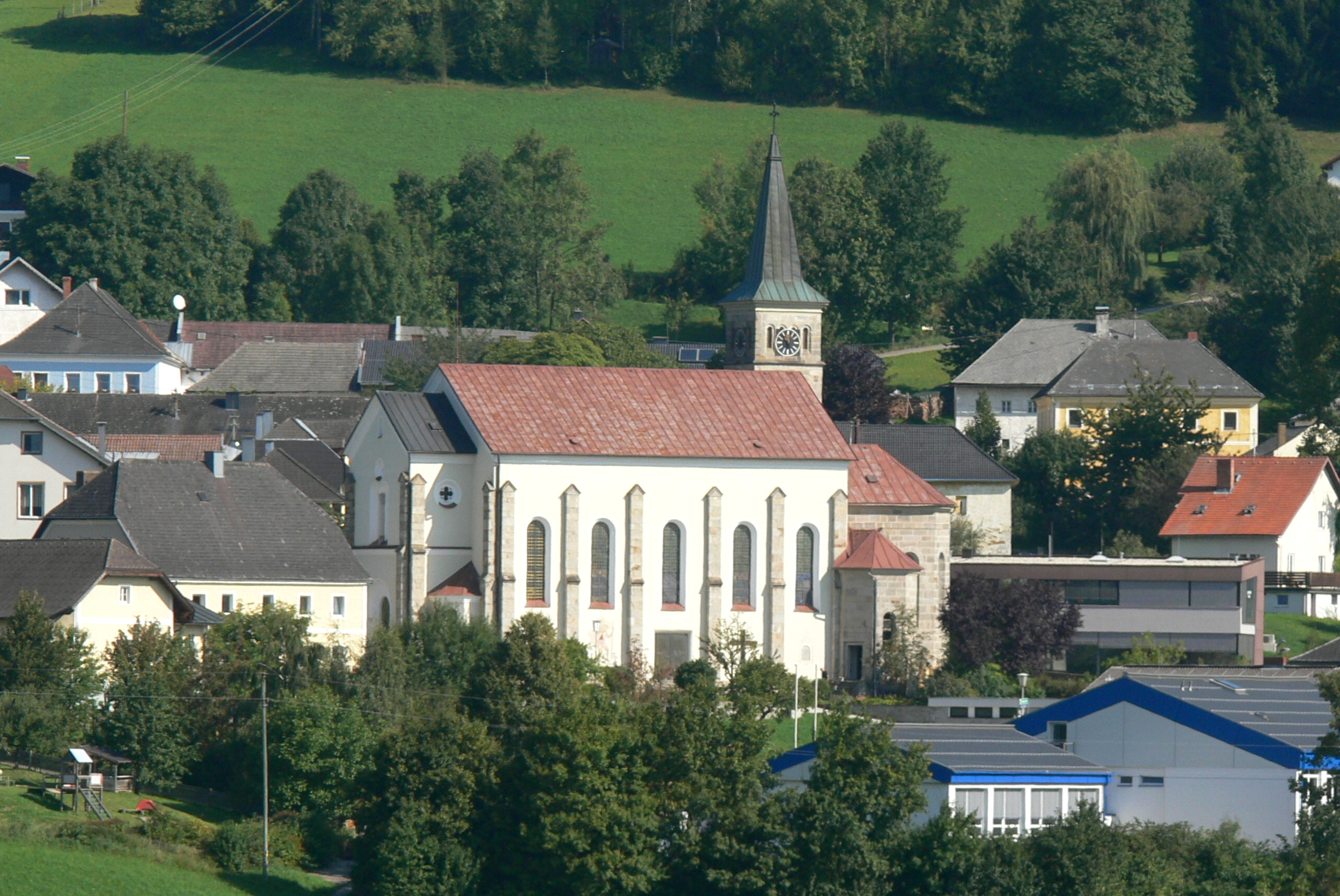
Katholische Pfarrkirche hl. Anna in Julbach

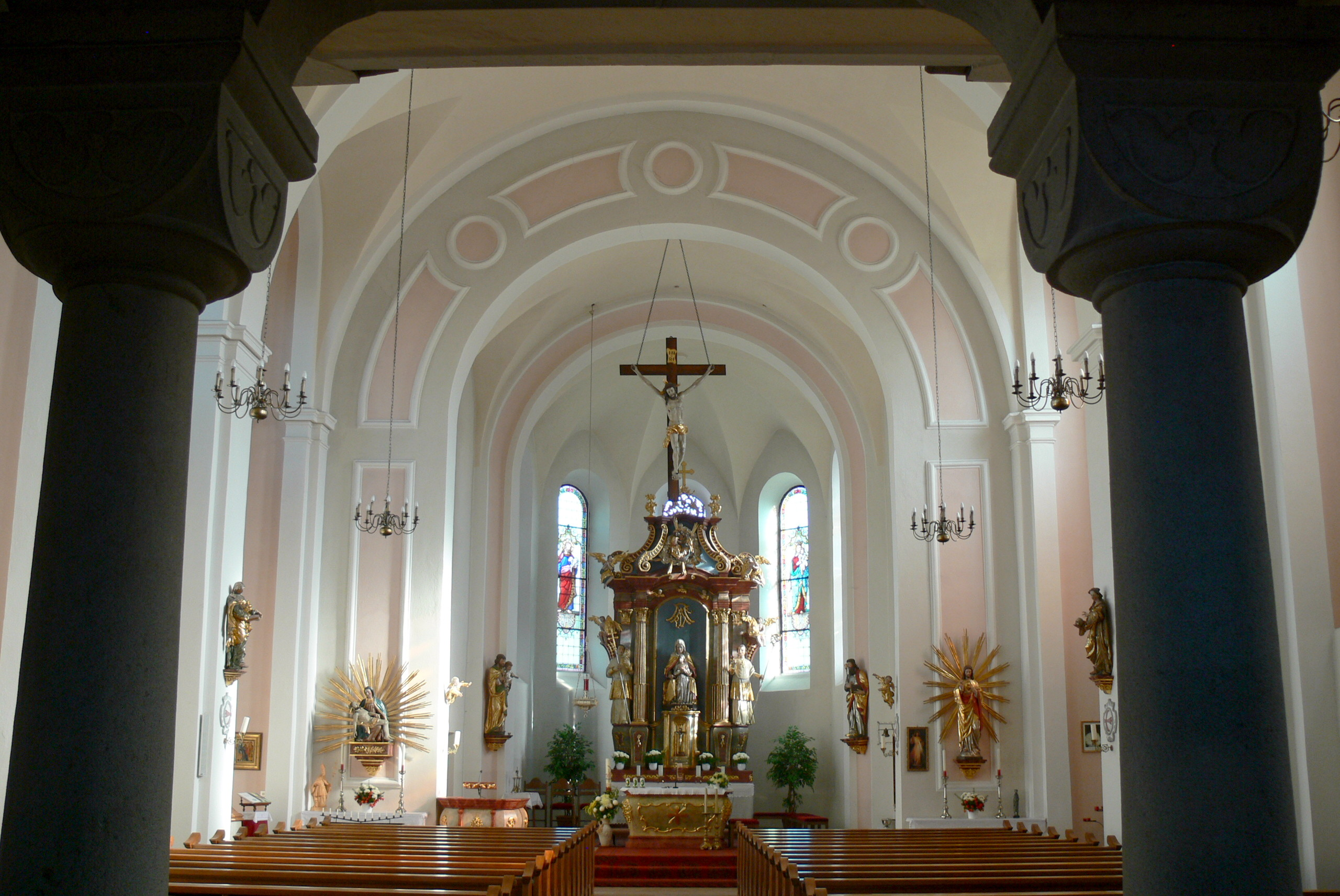
Langhaus, Blick zum Chor

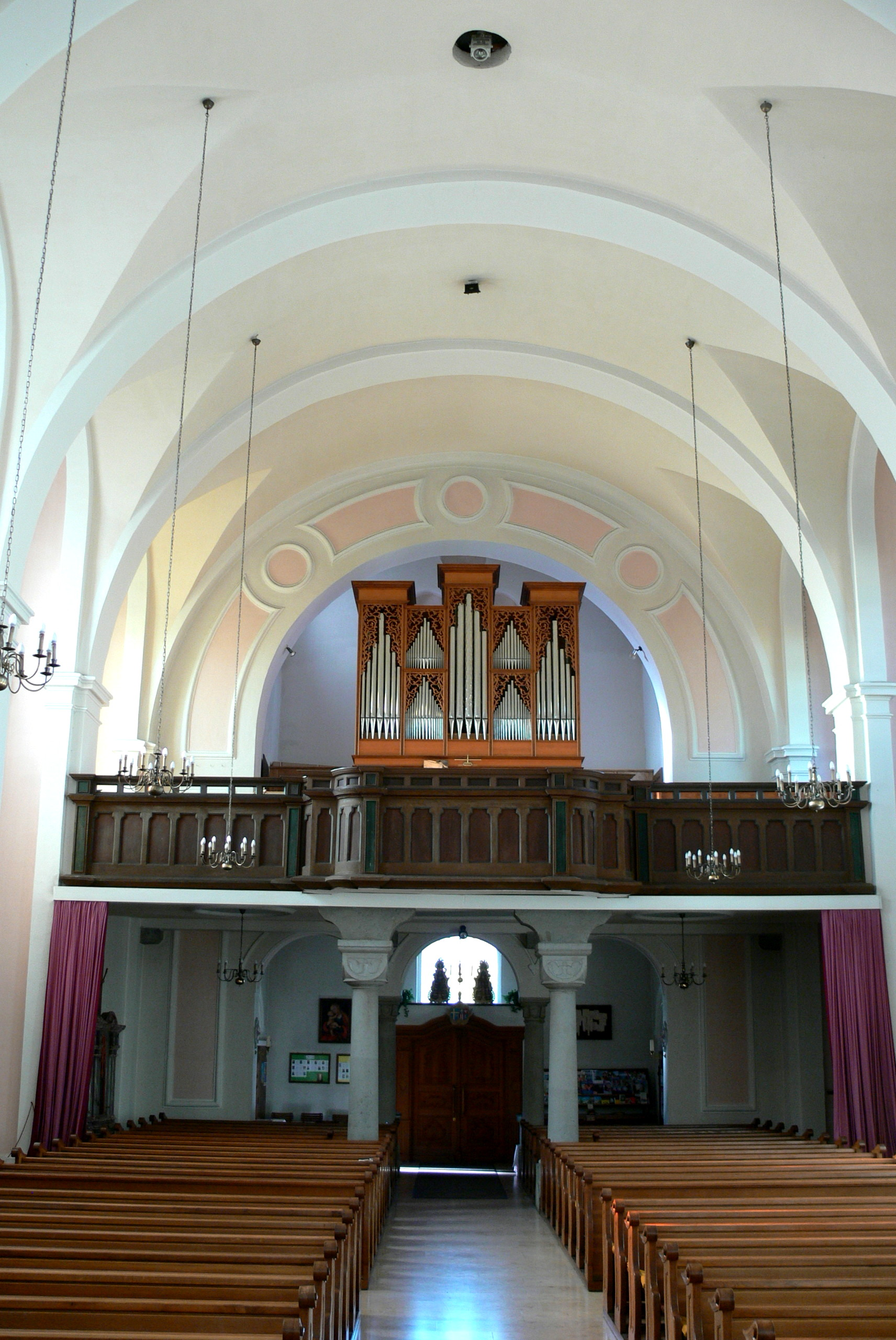
Langhaus, Blick zur Orgelempore

Die römisch-katholische Pfarrkirche Julbach steht in einer Hanglage südlich des Angers in der Gemeinde Julbach im Bezirk Rohrbach in Oberösterreich. Die dem Patrozinium hl. Anna unterstellte Pfarrkirche gehört zum Dekanat Sarleinsbach in der Diözese Linz. Die Kirche steht unter Denkmalschutz (Listeneintrag).

## Geschichte
Um 1300 bestand eine kleine Wallfahrtskapelle. Die Kirche war 1784 eine Filiale der Pfarrkirche Peilstein und wurde 1846 zur Pfarrkirche erhoben.
Die heutige Kirche wurde von 1865 bis 1869 durch den Baumeister Stadler erbaut und 1872 geweiht. Restaurierungen waren 1965 und 1974/1975 unter Entfernung der historistischen Einrichtung.

## Architektur
Die Kirche im Rundbogenstil mit leichten romanisierenden und gotisierenden Anklängen zeigt im Kircheninneren einen Wandpfeilerbau mit einer bemerkenswerten Raumwirkung. Das mächtige fünfjochige Langhaus unter einer gurtunterlegten Stichkappentonne über Wandpfeilern hat eine Pilastergliederung. Durch das etwas tiefere dritte mittlere Joch entsteht eine leichte Zentralisierung. Die romanisierende Westempore steht auf Säulen mit Würfelkapitellen. Die eingezogene Westfront mit einem Vorjoch hat seitlich kleine Anbauten. Der eingezogene einjochige Chor schließt mit einem Polygon und hat einen gotisierenden Stichkappenkranz. Der Turm steht im nördlichen Chorwinkel, im südlichen Chorwinkel steht eine kapellenartige stichkappentonnengewölbte Sakristei mit einem südlichen polygonalen Schluss mit einem Stichkappenkranz.
Die Glasmalereien aus 1914 im Chor zeigen Christus als Guten Hirte und Maria.

## Ausstattung
Der Hochaltar aus dem dritten Viertel des 18. Jahrhunderts, aus dem Stift Schlägl hierher übertragen, ist ein spätbarockes Säulenretabel mit einem Volutenaufsatz, er trägt mittig die Figuren Anna lehrt Maria das Lesen und seitlich die Prämonstratenserheiligen Norbert und Augustinus und im Auszug die Dreifaltigkeit.
Auf der Empore gibt es zwei hintereinander aufgestellte Orgeln: Die sogenannte alte Orgel an der Emporenrückwand baute Johann Lachmayr 1894 in einem neogotischen Gehäuse (II Man./16 Reg.). Die neue Orgel baute Paolo Ciresa 1984 mit einer ungleichstufigen Stimmung (II Man./16. Reg.). Das Turmuhrwerk aus dem Ende des 19. Jahrhunderts wurde 1924 renoviert.